# (3248) Farinella
(3248) Farinella est un astéroïde de la ceinture principale.

## Description
(3248) Farinella est un astéroïde de la ceinture principale. Il fut découvert le 21 mars 1982 à la station Anderson Mesa par Edward L. G. Bowell. Il présente une orbite caractérisée par un demi-grand axe de 3,21 UA, une excentricité de 0,15 et une inclinaison de 10,9° par rapport à l'écliptique.

## Compléments